# 王庆淮
王庆淮（1909年—1982年），男，吉林扶余人，中国国画家，吉林艺术学院教授，曾任中国美术家协会理事。